# Bakonyszombathely
Bakonyszombathely é um município da Hungria, situado no condado de Komárom-Esztergom. Tem 36,52 km² de área e sua população em 2015 foi estimada em 1.453 habitantes.